# Zwitserland op het Eurovisiesongfestival 2020
Zwitserland zou deelnemen aan het Eurovisiesongfestival 2020 in Rotterdam, Nederland. Het zou de 60ste deelname van het land aan het Eurovisiesongfestival geweest zijn. SRG SSR was verantwoordelijk voor de Zwitserse bijdrage voor de editie van 2020.

## Selectieprocedure
Op 12 juli 2019 bevestigde de Zwitserse openbare omroep zijn deelname aan het aankomende Eurovisiesongfestival. Net als in 2019 opteerden de Zwitsers voor een interne selectie. De keuze voor de artiest en het nummer werd gemaakt door een kijkers- en een internationaal jurypanel bestaande uit personen die in eerdere jaren in de diverse nationale vakjury’s hebben gezeten. Inzendingen konden gedurende de eerste twee weken van september 2019 worden ingestuurd. Daarna bogen de twee jurypanels zich over de ingestuurde inzendingen. Op 9 december 2019 maakte de omroep bekend dat zij 515 inzendingen had ontvangen. Op 4 maart 2020 maakte de omroep bekend wie de Zwitserse kleuren zou gaan vertegenwoordigen in Rotterdam. De keuze viel op Gjon's Tears, met het nummer Répondez-moi. Het was voor het eerst in tien jaar dat Zwitserland een Franstalige bijdrage zou inzenden.

## In Rotterdam
In Rotterdam zou Zwitserland aantreden in de tweede halve finale op 14 mei 2020. Het Eurovisiesongfestival 2020 werd evenwel geannuleerd vanwege de COVID-19-pandemie.
1956 · 1957 · 1958 · 1959 · 1960 · 1961 · 1962 · 1963 · 1964 · 1965 · 1966 · 1967 · 1968 · 1969 · 1970 · 1971 · 1972 · 1973 · 1974 · 1975 · 1976 · 1977 · 1978 · 1979 · 1980 · 1981 · 1982 · 1983 · 1984 · 1985 · 1986 · 1987 · 1988 · 1989 · 1990 · 1991 · 1992 · 1993 · 1994 · 1995 · 1996 · 1997 · 1998 · 1999 · 2000 · 2001 · 2002 · 2003 · 2004 · 2005 · 2006 · 2007 · 2008 · 2009 · 2010 · 2011 · 2012 · 2013 · 2014 · 2015 · 2016 · 2017 · 2018 · 2019 · 2020 · 2021 · 2022 · 2023 · 2024 · 2025
Albanië · Armenië · Australië · Azerbeidzjan · België · Bulgarije · Cyprus · Denemarken · Duitsland · Estland · Finland · Frankrijk · Georgië · Griekenland · Ierland · IJsland · Israël · Italië · Kroatië · Letland · Litouwen · Malta · Moldavië · Nederland · Noord-Macedonië · Noorwegen · Oekraïne · Oostenrijk · Polen · Portugal · Roemenië · Rusland · San Marino · Servië · Slovenië · Spanje · Tsjechië · Verenigd Koninkrijk · Wit-Rusland · Zweden · Zwitserland